# Il Rinnovamento
Il Rinnovamento fu una rivista letteraria e culturale italiana. Fondata nel gennaio 1907, cessò le pubblicazioni alla fine del 1909.
"La parola RINNOVAMENTO indica solo un desiderio di rinnovare noi stessi e quelli che in un comune ideale ci sono vicini nella ricerca della verità (...).
Noi NON SIAMO DEI PREDICATORI di palingenesi sociale, non abbiamo promesse di felicità da distribuire, e sappiamo parlare solo un duro linguaggio di fatti e di idee. Ma SIAMO INTERROGATORI D'ANIME, e vorremmo risvegliare le dormienti, incitandole ad un lavoro interiore che ignorano, rivolgendo loro continue domande,  obbligandole a deporre come maschere vecchie le forme del pregiudizio, spezzando gli anelli incantati delle formule nelle quali hanno trovato una pace che è sonno"

## Storia
«Rinnovamento» viene fondata a Milano nel gennaio del 1907 da parte di Aiace Antonio Alfieri, Alessandro Casati e Tommaso Gallarati Scotti.
I fondatori dichiarano, nelle Parole d'introduzione, di essere liberi studiosi, laici che vivono il sentimento religioso, rinnovatori di se stessi e degli altri.
Nel primo anno di vita vengono affermati con fervore i valori religiosi cristiani: essi sono pari ai valori delle scienze; va difeso il fatto religioso considerato nel suo aspetto umano.
Nel secondo anno di pubblicazione (dopo l'enciclica Pascendi Dominici gregis, la prima minaccia di scomunica del 28 dicembre 1907 porta alla defezione dello scrittore Antonio Fogazzaro e di Gallarati Scotti), i due direttori rimasti iniziano una difficile difesa della rivista dagli attacchi ironici dei filosofi Giovanni Gentile e Benedetto Croce, e dalla loro raison raisonnante, che declassa la religione e i valori religiosi a forme di pseudo-filosofia imperfetta e visionaria.
In entrambe le fasi della rivista venne ribadito in modo limpido il richiamo al "primato della coscienza". 

A seguito della seconda minaccia di scomunica, proferita il 23 dicembre 1909 da Pio X ai direttori e collaboratori, la rivista sospende le pubblicazioni.

## Firme
Tra le figure più interessanti che hanno operato in stretta, anche se problematica, vicinanza con la rivista, va menzionato Giovanni Boine, al quale, oltre che alcune recensioni di opere di Miguel de Unamuno e saggi sul misticismo spagnolo, si devono, al di là della collaborazione con la rivista, numerose pagine di critica alla nozione di esperienza religiosa e del sentimento religioso, sulle quali si giocò molta parte del percorso culturale della rivista.

## Critiche
Come scrisse Lorenzo Bedeschi: «l'indirizzo ideologico della rivista milanese [fu] tutt'altro che lineare ed omogeneo al di là di una permanente ispirazione riformistico-religiosa». Alla «assoluta estraneità di Gallarati Scotti negli ultimi due anni dopo il suo iniziale impegno nella ricerca di finanziamenti», corrispose invece «l'influenza enorme di padre Pietro Gazzola e di padre Giovanni Semeria sull'orientamento culturale e religioso della prima annata», con una «dispotica direzione dell'eclettico e attivissimo Alfieri nel biennio successivo».